# Garafía
Garafía es un municipio español perteneciente a la isla de La Palma, provincia de Santa Cruz de Tenerife (Islas Canarias). 

## Geografía
Situado en el noroeste de esta isla entre dos caprichos de la naturaleza: los barrancos de Franceses (por el Norte) lindando con Barlovento y el de Izcagua por el Sur (que nace a los pies del Roque de los Muchachos), limitando con Puntagorda. La capital administrativa, donde reside el ayuntamiento, se denomina Santo Domingo y tiene una longitud de costa de 25,50 km. con acantilados muy pronunciados y de difícil acceso, a los que solo es posible llegar a pie, exigiendo un gran esfuerzo a aquellas personas no habituadas a caminatas por terrenos abruptos. Posee vegetación verde intenso que tupe esos acantilados, barrancos en contraste con el azul de su cielo y de sus mares bravíos; como ejemplo a citar la playa de Bujarén en Santo Domingo.

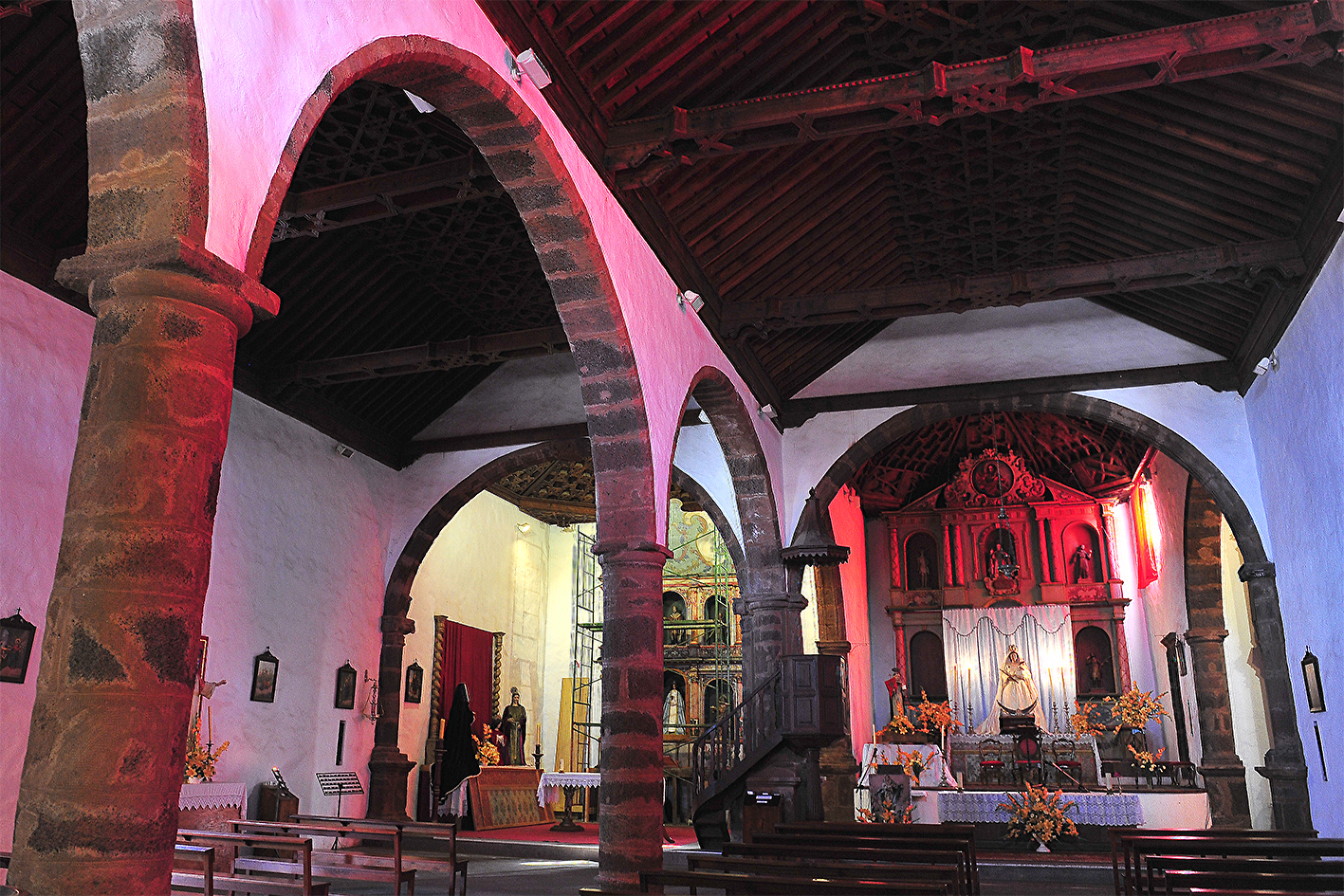
Interior del templo de la Virgen de La Luz en Santo Domingo, con su techumbre mudéjar

Tiene una extensión de 103 km² siendo el segundo municipio más extenso de la isla de La Palma, después de El Paso, con una población estimada de 1626 habitantes (Instituto Nacional de Estadística, enero de 2018). Su capital administrativa, Santo Domingo, donde reside el Ayuntamiento, está situada a una altitud de 400 metros.
|                         | Norte: Océano Atlántico   |                  |
| Oeste: Océano Atlántico |                           | Este: Barlovento |
|                         | Sur: El Paso y Puntagorda |                  |

### Clima

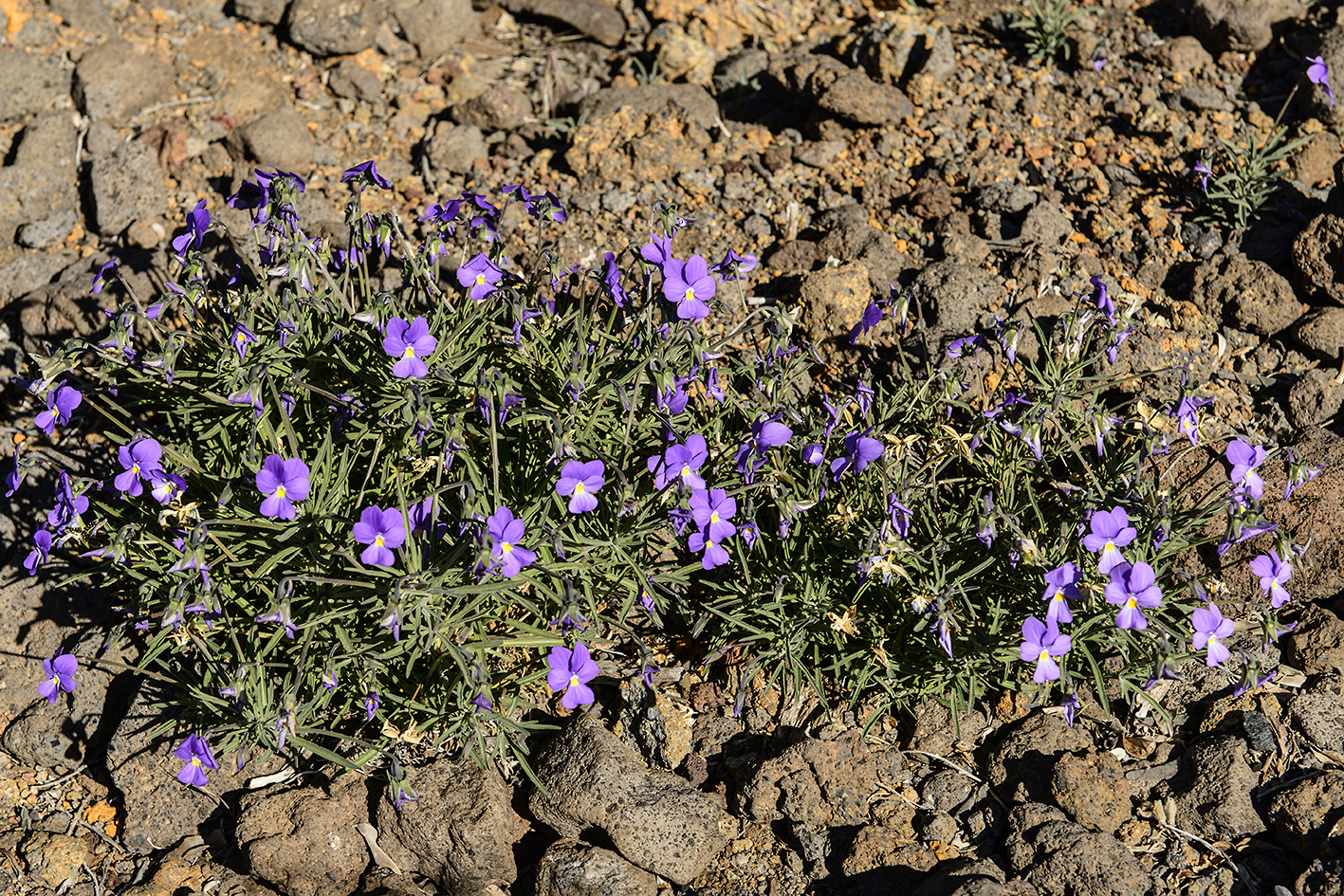
Variedad de violeta de Garafía, en los altos de la cumbre, camino del Roque de los Muchachos

Su clima en la zona costera es suave, con muchos días ventosos motivado por la incidencia de los vientos alisios en la zona, estando su mar muy picado la mayor parte del tiempo. En la zona de medianías, muy extensa, la temperatura es más fría. Se nota la altitud en las frescas noches de Roque del Faro, Hoya Grande o Llano Negro, dulcificándose el clima en la medida que bajamos hacia el sur por Catela, El Castillo o Las Tricias. Ello lleva aparejado, junto a la bondad de sus tierras, una agricultura de medianías muy rica y variada, siendo los principales cultivos los cereales, frutales y tubérculos, existiendo grandes zonas de pastizales frescos y variados que sirven de acopio de forraje para la crianza de animales, principalmente su cabaña de cabras, de cuya leche se obtiene un queso tierno artesano de merecida fama por el color dorado de su corteza y su sabor, derivado del tratamiento esmerado en el ahumado de los mismos, llevado a cabo por los maestros artesanos de la zona. Finalmente, encontramos su cumbre camino del Roque de los Muchachos y los Andenes, en la misma arista de la Caldera de Taburiente, con un clima extremadamente frío, donde incluso nieva en invierno, siendo un contraste muy pintoresco ver el blanco de la nieve junto a las piedras basálticas negras o de tonos rojizos de esta zona. Cabe mencionar la aclimatación de la violeta de Garafía a este clima extremo y los Tajinastes azules y rosas que florecen en los márgenes del camino hacia la cumbre.

### Orografía

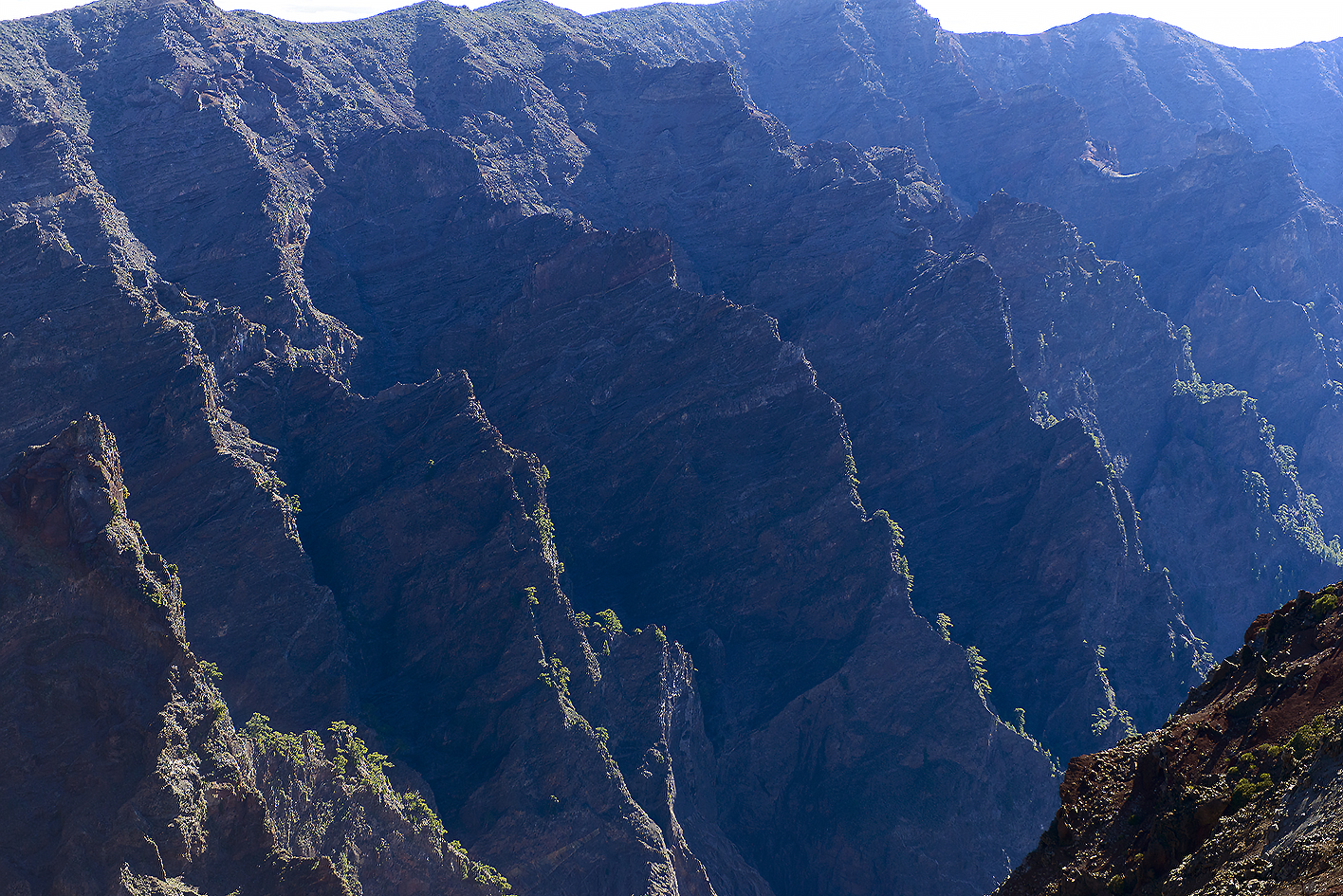
Estructura que, a modo de contrafuerte, sirve como soporte de Los Andenes y el Roque de Los Muchachos

En su término municipal se encuentra el Roque de los Muchachos, el punto más alto de la isla con 2426 metros donde se halla emplazada la sede de los telescopios del Instituto Astrofísico de Canarias (IAC) en la isla de La Palma, que junto con las instalaciones que este Instituto tiene en Tenerife (Izaña) conforman la red ENO (European Northern Observatory, integrado por más de sesenta organizaciones científicas de diecinueve estados), estando su base administrativa en San Cristóbal de La Laguna, Tenerife. El Roque de los Muchachos, al borde de la Caldera de Taburiente, dada su singular ubicación, bañado por los vientos alisios provenientes del Atlántico, en régimen laminar, sin turbulencias y fríos, le hacen uno de los lugares privilegiados del hemisferio norte para la observación astronómica. Aquí se encuentra el Gran Telescopio de Canarias, GRAN TECAN, el mayor telescopio de óptica adaptativa del mundo (por ahora, 2017), con un diámetro de 10,4 metros y dotado de instrumentos de observación del campo profundo que se renuevan y mejoran año tras año. Así mismo, los Observatorios del Instituto de Astrofísica de Canarias (IAC) forman parte de la red de Infraestructuras Científicas y Técnicas Singulares (ICTS) de España.

### Naturaleza

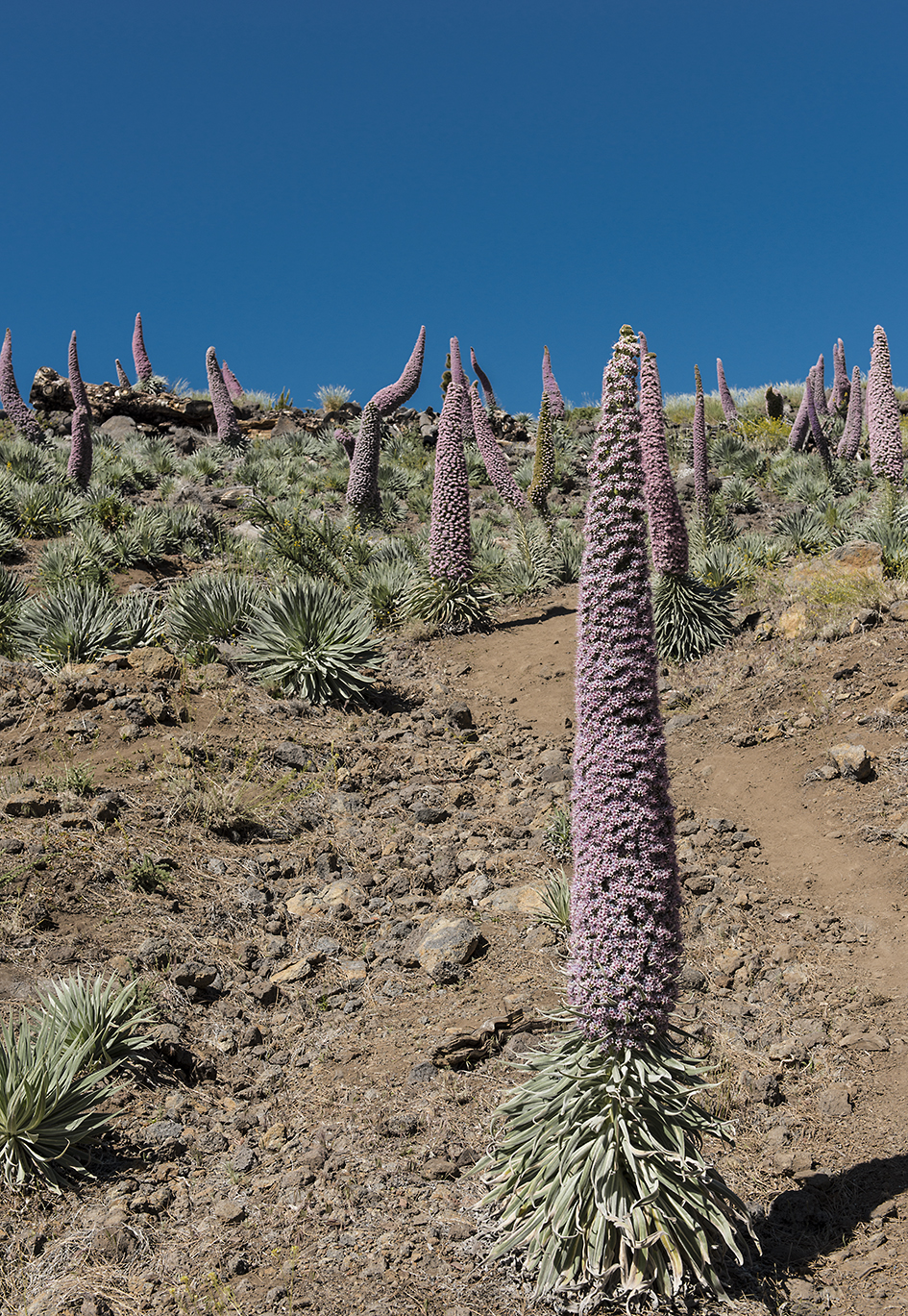
Tajinaste Rosa en floración, camino del Roque de los Muchachos

El municipio de Garafía es un monumento a la Naturaleza. Se ha de tener en cuenta que en sus 103 km² conjuntamente el monumento natural de la Costa de Hiscaguán, la reserva natural especial de Guelguén y la reserva natural integral del Pinar de Garafía, son en total casi un tercio de toda la superficie del municipio. Ello denota el alto compromiso y respeto a la naturaleza de las administraciones públicas locales del municipio de Garafía. A ello se ha de añadir la llamada promulgación de la Ley del Cielo, que se encarga de regular y servir como protector de la calidad de los cielos de las cumbres de Garafía (por extensión de toda la isla) y que preservan la posibilidad de que Garafía sea uno de los pocos paraísos de nuestro planeta para hacer ciencia de la grande a través de los Observatorios Astronómicos del Instituto de Astrofísica de Canarias, felizmente publicada el 3 de noviembre de 1988.

#### Monumento natural de la costa de Hiscaguán

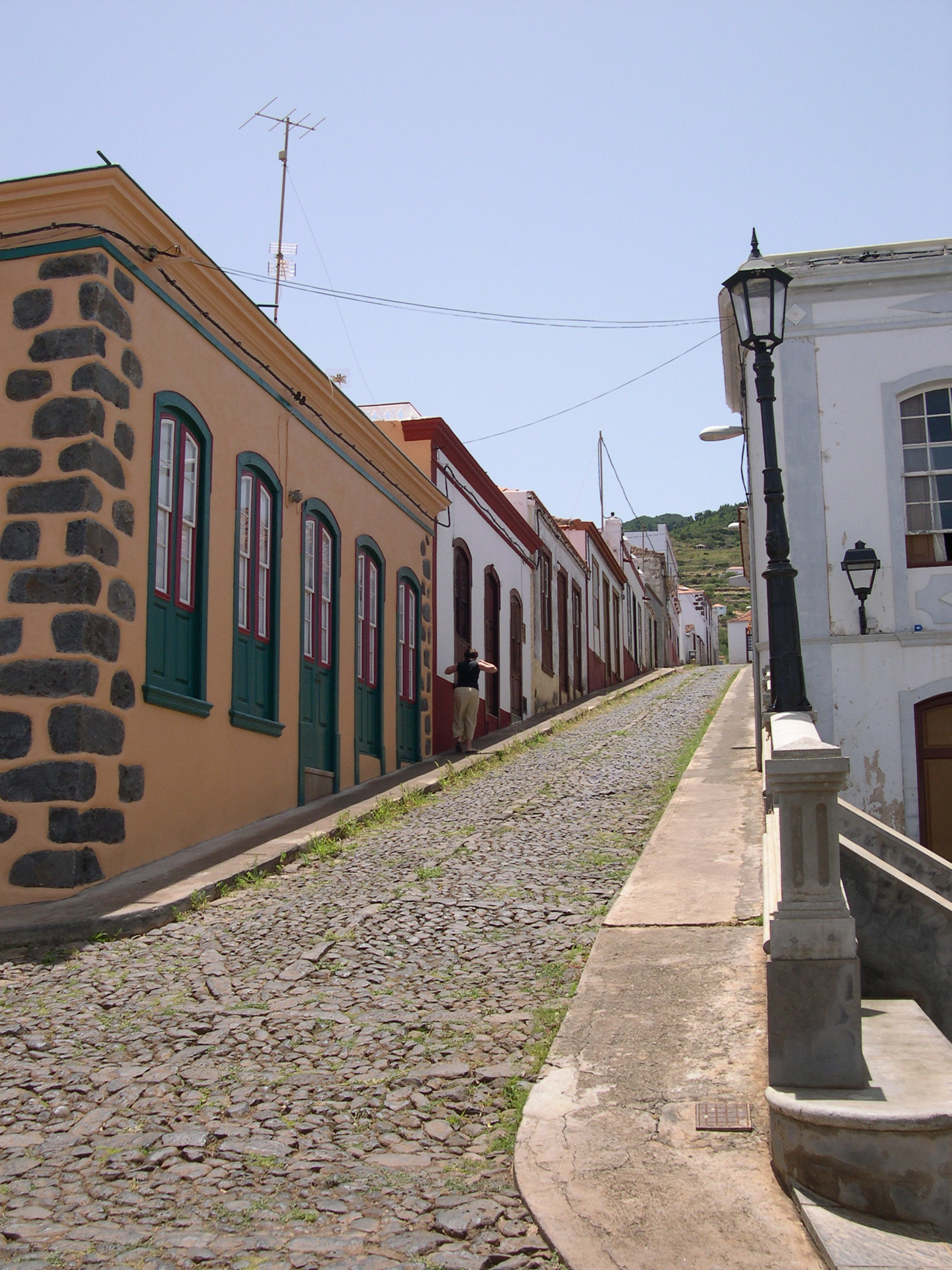
Santo Domingo de Garafía

La erosión marina ha esculpido unos espectaculares acantilados en la costa norte, que es la parte geológicamente más antigua de la isla. En ellos se refugian algunos amenazados endemismos de la llamada flora rupícola (es decir, la que vive en los riscos), además de algunas espectaculares muestras de tabaibales y cardonales.
Se divide entre los municipios de Garafía y Puntagorda, con una superficie total de 253,3 hectáreas.

#### Reserva natural especial de Guelguén
El interés ecológico de la zona es doble. Por una parte, conserva una importante muestra de laurisilva (un bosque húmedo especialmente vulnerable, cuya protección motivó en su día la primera declaración de Reserva de la Biosfera de la isla). Y por otra, en sus acantilados costeros nidifican especies muy importantes de nuestra avifauna, como la pardela cenicienta, al tiempo que sirve de refugio para algunas escasísimas especies de flora de risco (lotus, siemprevivas, etc.).
Se divide entre los municipios de Barlovento y Garafía, con una superficie total de 1074,4 hectáreas.

#### Reserva natural integral del pinar de Garafía
El pino canario (Pinus canariensis) es uno de los protagonistas de la flora del archipiélago. Este pinar, ubicado en la comarca noroeste de la isla, es reconocido como uno de los mejores de Canarias, a pesar de haber sido explotado en siglos pasados. No obstante, debe tenerse en cuenta que la declaración de reserva Integral implica la absoluta prohibición de visitarlo, salvo por visitas científicas o educativas expresamente autorizadas.
Se divide entre los municipios Barlovento y Garafía, con una superficie total de 984,1 hectáreas.

#### Paisaje protegido de El Tablado
En este espacio protegido es tan importante la naturaleza como el barrio garafiano del que toma su nombre. Con menos de cien habitantes, este núcleo de población se encuentra perfectamente integrado en su medio, en el que desarrolla sus actividades económicas tradicionales (agricultura de secano, ganadería caprina, etc.). Encajonado entre los impresionantes barrancos del Noroeste (Facundo al oeste y Los Hombres al este), el área cuenta también con grabados rupestres de origen prehispánico.
Tiene una superficie total de 221,9 hectáreas.

## Historia

### Primeros pobladores
Para abordar la llegada de los primeros pobladores canarios existen dos teorías diferentes, sin embargo, disfrutan de varios puntos comunes.

#### Primera teoría

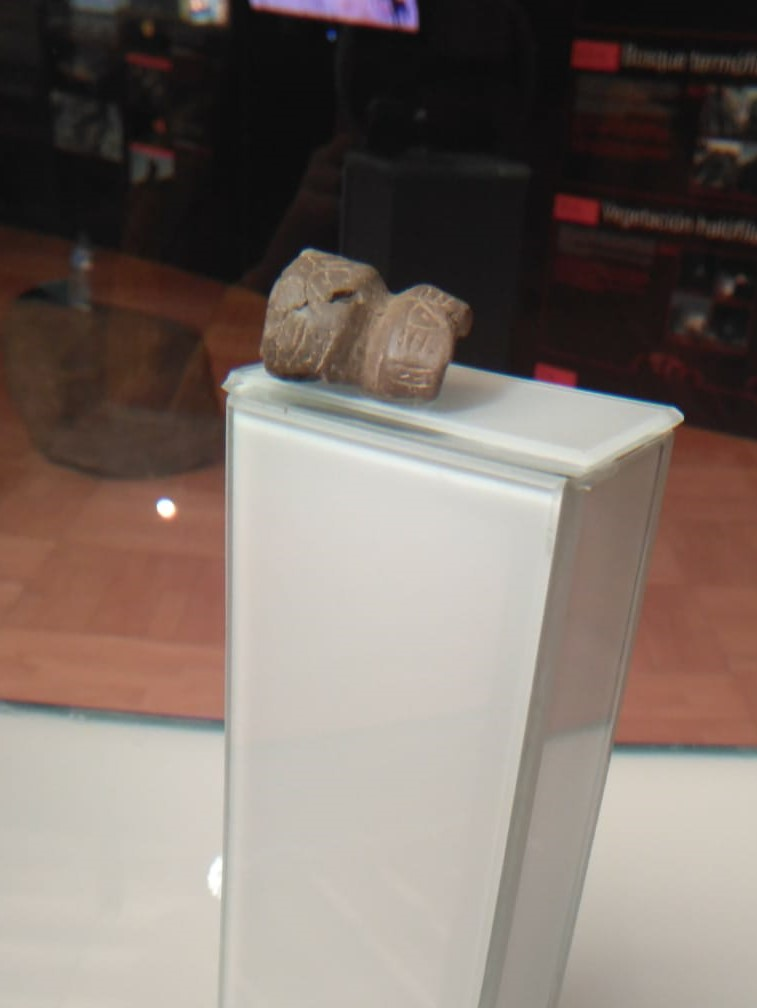
Símbolo bereber encontrado en Garafía

Los aborígenes canarios tienen su origen en grupos humanos del norte de África. Así, a través de diferentes oleadas iniciadas en torno al siglo V a. C., llegaron a las islas en busca de nuevas tierras. Todo apunta a que debido a su cercanía, las corrientes y los vientos, encontraron las islas con bastante facilidad. Otro dato importante, es que se tenía la creencia de que el territorio canario se llamaban así por los presa canario, un tipo de perros que habitaban Canarias. Por ello, se tomó el término latín canis, que finalmente se convertiría en Canarias. No obstante, nuevas investigaciones muestran que posiblemente se deba a una tribu bereber del medievo llamada canarii. Apoyando a esta teoría, los últimos estudios de ADN han descubierto que los canarios actuales poseen entre el 16 y el 31% de marcadores comunes del cromosoma Y del norte de África. En Garafía, se ha encontrado el único símbolo bereber existente en Canarias, dándole más sentido a esta teoría.

#### Segunda teoría
La segunda teoría no está tan aceptada debido a la falta de pruebas, a pesar de ello, varios autores siguen apoyándola. Según esta línea de pensamiento, los primeros habitantes de las islas procedían del norte de África. En la costa magrebí se establecieron colonias fenicias y, debido a la cercanía a las islas, se creó un proceso de intercambio cultural entre los nuevos pobladores y los antiguos canarios. A lo largo de los siglo X- VI a. C., se produjeron numerosos intercambios, ya que el comercio atlántico se encontraba en expansión. Sin embargo, tras la crisis del siglo III d. C., Canarias quedará abandonada, creándose, por lo tanto, diferentes procesos culturales endémicos, aunque con una lengua común. Rosa Fregel, investigadora del Departamento de Genética de la Universidad de La Laguna, afirma que durante la Edad de Cobre se crearon migraciones de europeos al norte de África. Así, en la zona del Magreb, se asentaron fenicios y romanos. La presencia de haplogrupos europeos en los aborígenes canarios, demuestra el impacto de estas migraciones prehistóricas, indicando, que de manera previa a la colonización bereber en las islas, la población ya se encontraba mezclada.

### Época aborigen
La isla de La Palma poseía el nombre de Benehoare, por consiguiente, el gentilicio de los pobladores sería benahoarita. En cuanto a sus características físicas, eran personas con una estatura media de entre 1,64-1,67 metros, blancos, gruesos, y corpulentos. La población total, en el momento de la conquista, sería, aproximadamente, de 2000 habitantes. En este sentido, sobresale el infanticidio como medida de control en épocas de escasez de alimentos. 
En cuanto a la división territorial, solo existe información en el momento previo a la conquista, en torno a 1492. De este modo, la isla poseía doce cantones: Aridane, Tijuya, Tamanca, Ahenguareme, Tigalate, Tedote, Tenagua, Adeyahamen, Tagaragre, Tagalguen, Tijarafe, Aceró. Estas unidades territoriales, llegaban desde la cumbre hasta el mar, con el fin de aprovechar todos los recursos naturales. La población aborigen se encontraba dividida de manera heterogénea, ya que residía, especialmente, en zonas con pastos y agua. Por ello, el sur de la isla, carente de estas características, era un área bastante despoblada. Por el contrario, Tagalguen, ubicado en el actual Garafía, poseía ricas fuentes y abundante alimento para el ganado.
La de Tagalguen se basaba, sobre todo, en la ganadería, concretamente, en la crianza de cabras, ovejas y cerdos. Se trataba de una ganadería de trashumancia, cambiando su hábitat en los meses fríos y en los meses más calurosos del año. En cuanto a la agricultura, apenas existía, de hecho no se cultivaban cereales. Así, Fray Juan de Abréu Galindo narró que en la isla no encontraron cereales, ni legumbres y que en su lugar, los aborígenes sustituían estos cereales por raíces de helecho y semillas de amagante, mezclándolo con caldo o leche. En muchas ocasiones, los habitantes de este cantón se encontraban aislados, lo que facilitó posteriormente la investigación de las tradiciones, economía, lengua, etc.

### Conquista
La conquista de La Palma estuvo a cargo de Alonso Fernández de Lugo, que destacó en la conquista de Gran Canaria y por ello se le concedió los derechos a la conquista de la isla bonita. Los castellanos desembarcaron el 29 de septiembre de 1492 en Tazacorte. Benahoare, nombre de la isla en aborigen, se dividía en doce cantones. Tras la conquista del territorio, se procedió al reparto de los cantones con aquellas personas que participaron en la invasión, ya fuera con fuerza física o económica. Dentro de estas tierras, no se tenía en cuenta los pastos y zonas de montes, ya que se decidió que fueran zonas comunes para el ganado. 

El territorio de Garafía fue dividido en cuatro partes, Francisco Fernández de Lugo tomó la montaña de Miguel Aguado (actualmente el pinar de Garafía), a Juana Mesieres se le cedieron todas las tierras sobrantes por repartir, además, de las lomadas entre el barranco de Franceses y el de Capitán, a Pedro Suárez de Valcárcel se le dio 72 fanegas correspondientes con anterioridad a Fernando de Lugo, Gabriel de Socarrás tomó el terreno de Lomada Grande. Todo el territorio de Garafía, en primera instancia, se tuvo que poblar, sin embargo, es el lugar más abrupto de la isla, dificultando el trabajo de los cultivos. Así, para proceder a la repoblación, llevarían a esclavos de costas marroquíes con el fin de trabajar las tierras ya repartidas. No obstante, el cantón, según documentos del siglo XVI, fue poblado por portugueses, además, muchos libros de los siglos XVI-XVIII se encuentran en portugués. Otro importante hecho que verifica esta teoría es que la primera iglesia construida en Garafía se dedicó a San Antonio de Padua, patrón del territorio luso. 

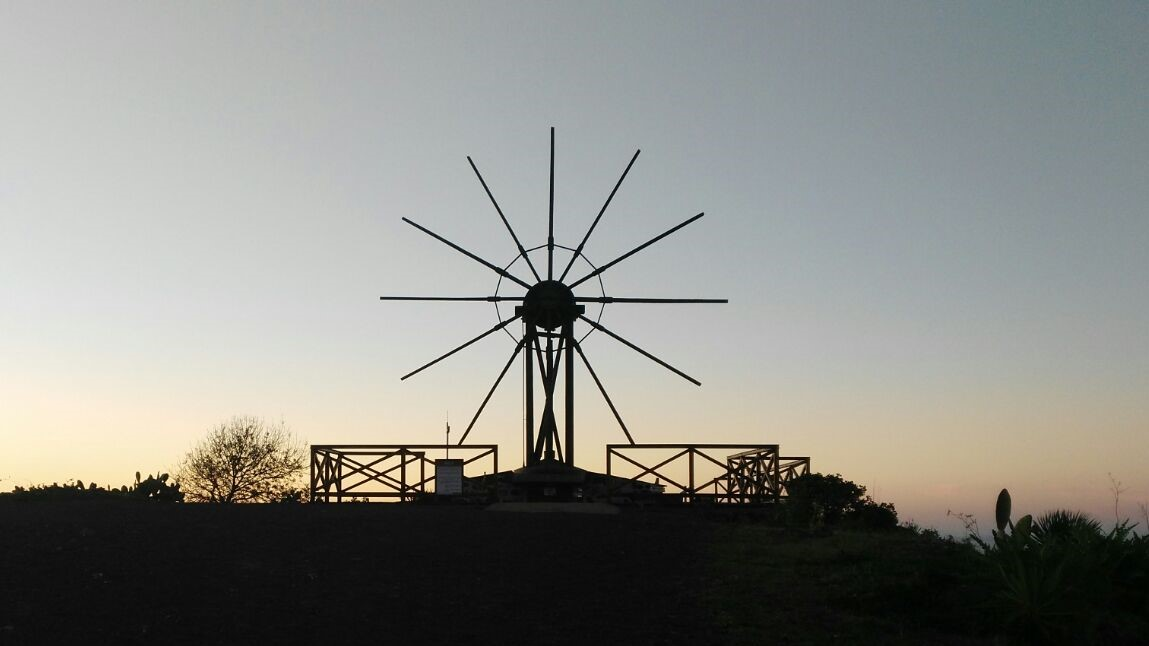
Uno de los cuatro molinos que siguen en pie en la zona de Garafía

En 1576, Felipe II cedió gran parte de las tierras propiedad de la Corona a siervos, esclavos liberados y campesinos para explotarlas a cambio de la quinta parte de su producción total. El municipio de Garafía se encontraba aislado por vía terrestre y marítima, así que este impuesto conocido como “quinto real” en las demás comarcas se dejaría de pagar muchos años antes, sin embargo, en Garafía se siguió pagando hasta 1987.
Con la llegada de los castellanos a La Palma, se introdujo el cultivo de los cereales, junto con la caña azucarera. Estos cultivos tuvieron gran importancia en Garafía, tanto fue así que a finales del siglo XVII la producción de cereal representaba el 30,8%, considerándose el granero de La Palma. En 2020, solo se conservan cuatro molinos; El Calvario, Marcelino, Llano negro y el de Las Tricias. Este último fue construido a comienzos del siglo XX, en el año 2000 fue comprado por el Ayuntamiento de Garafía y convertido en el Museo de Interpretación del Gofio en 2016.

## Demografía
Garafía cuenta con una población de 1983 habitantes (INE 2024).
| Gráfica de evolución demográfica de Garafía entre 1842 y 2021                                                       |
| |
| Población de derecho según los censos de población del INE Población de hecho según los censos de población del INE |

| Nacionalidad | Hombres | Mujeres | Total | %      | Proporción |
| ------------ | ------- | ------- | ----- | ------ | ---------- |
| Española     | 681     | 643     | 1324  | 72.3 % |            |
| Extranjera   | 262     | 244     | 506   | 27.6 % |            |

Este municipio, que contaba en 1960 casi con 5000 habitantes, ha sufrido fuertemente el fenómeno de la emigración, ya que en la actualidad no supera los 2000 habitantes, de acuerdo con el INE. Situado en la parte más abrupta de la Isla de La Palma, el desarrollo de las comunicaciones llegó muy tarde, siendo la carretera de Las Mimbreras el hito que provoca su paulatino despoblamiento y abandono. Debido a este secular aislamiento, ha preservado su carácter rural, natural y ecológico, lo que ha hecho que tenga un gran potencial para el turismo rural, unido a un complejo conjunto de caminos y senderos (antiguos caminos reales) que son una auténtica delicia para los visitantes, vestigio de un pasado importante y que cautivan a los practicantes del senderismo por sus encantos paisajísticos naturales.
A partir de 2017 Garafía logra romper la tendencia descendente y sumar población. El ayuntamiento estima que 2200 personas están realmente empadronadas en su municipio.

### Población por núcleos

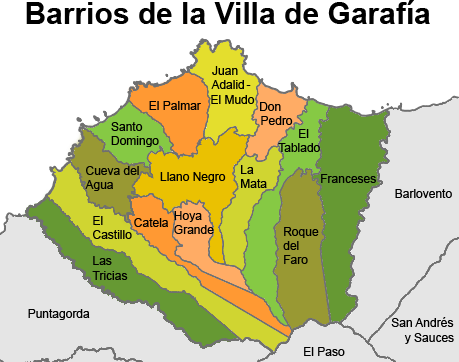
Barrios de Garafía

| Núcleos             | Habitantes (2021) | Varones | Mujeres |                         |     |     |     |
| ------------------- | ----------------- | ------- | ------- | ----------------------- | --- | --- | --- |
| Núcleos             | Habitantes (2021) | Varones | Mujeres | Cueva del Agua y Catela | 305 | 169 | 136 |
| Don Pedro           | 32                | 21      | 11      |                         |     |     |     |
| Franceses           | 171               | 91      | 80      |                         |     |     |     |
| Santo Domingo       | 435               | 226     | 209     |                         |     |     |     |
| Hoya Grande         | 77                | 41      | 36      |                         |     |     |     |
| Juan Adalid-El Mudo | 49                | 30      | 19      |                         |     |     |     |
| Llano Negro         | 122               | 65      | 57      |                         |     |     |     |
| El Palmar           | 63                | 29      | 34      |                         |     |     |     |
| Roque del Faro      | 99                | 46      | 53      |                         |     |     |     |
| El Tablado          | 39                | 22      | 17      |                         |     |     |     |
| Las Tricias         | 270               | 130     | 140     |                         |     |     |     |
| El Castillo         | 101               | 46      | 55      |                         |     |     |     |
| La Mata             | 50                | 28      | 22      |                         |     |     |     |

## Administración y política
Actualmente, el municipio está gobernado por José Ángel Sánchez Rodríguez (Partido Popular).
El Ayuntamiento está conformado por 9 concejales. En la siguiente tabla se muestran los resultados electorales en Garafía desde 2007.
| Partido político | Partido político                                   | 2007   | 2011   | 2015   | 2019   | 2023   |
| Partido político | Partido político                                   | Ediles | Ediles | Ediles | Ediles | Ediles |
|                  | Partido Socialista Obrero Español (PSOE)           | 4      | 3      | 4      | 4      | 3      |
|                  | Unión Vecinal de Garafía (UVG)                     | 3      | 4      | —      | —      | —      |
|                  | Coalición Canaria (CC)                             | 2      | —      | 3      | 3      | 2      |
|                  | Partido Popular (PP)                               | 0      | 0      | 0      | 1      | 4      |
|                  | Centro Canario Nacionalista (CCN)                  | 0      | —      | —      | —      | —      |
|                  | Garafía por el Cambio (GPC)                        | —      | 2      | —      | —      | —      |
|                  | Movimiento por la Unidad del Pueblo Canario (MUPC) | —      | 0      | —      | —      | —      |
|                  | Nueva Canarias (NC)                                | —      | —      | 2      | —      | 0      |
|                  | Podemos                                            | —      | —      | —      | 0      | —      |
|                  | Fuerza Garafiana (FG)                              | —      | —      | —      | 1      | —      |

## Servicios

### Transporte y comunicaciones
El municipio cuenta con servicio de taxi y está comunicado con dos líneas insulares de guagua:
| Línea | Trayecto                                | Recorrido     |
| ----- | --------------------------------------- | ------------- |
| 120   | Puntagorda – Santo Domingo – Barlovento | Horario/Línea |
| 126   | Puntagorda – Briesta – El Tablado       | Horario/Línea |

## Monumentos y lugares de interés

### Llano Negro

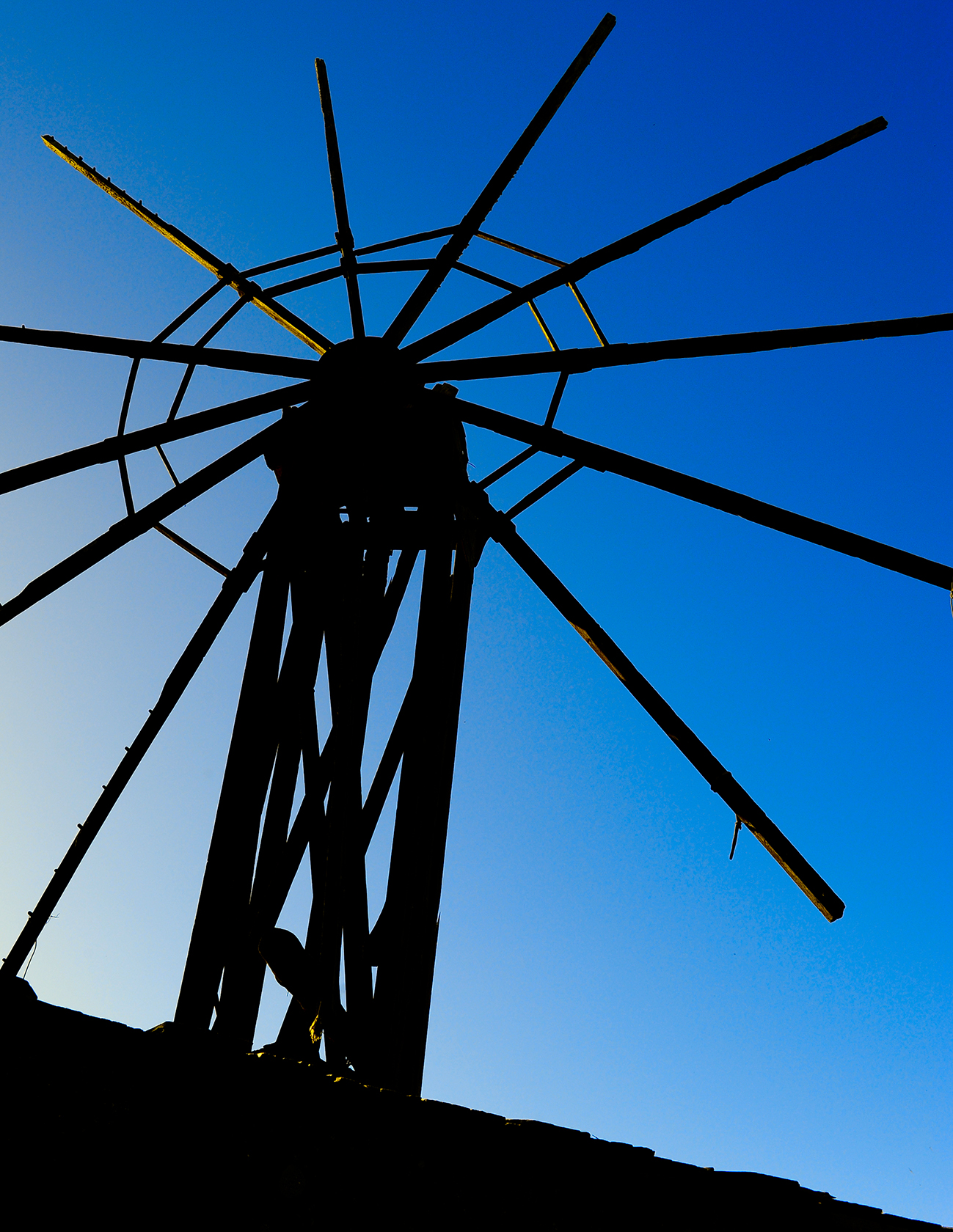
Molino de Llano Negro

Al sureste del barranco de la Yedra, barrido por los vientos alisios, frescos y húmedos, LLano Negro es un valle fértil, que colinda hacia el Sur con Hoya Grande, y al norte con el barrio de Santo Domingo y al suroeste con Cueva del Agua y Catela. Su riqueza deriva de poseer agua propia (se nutre de la galería de El Cedro y de la Fuente La Negra), y ricas y fecundas tierras productoras de cereales, frutales y una extensa y rica cabaña de ganado (principalmente caprino). Junto con Santo Domingo, capital administrativa del municipio, Llano Negro es en la actualidad el barrio con más habitantes de Garafía, siendo, por su situación geográfica estratégica, el nudo de comunicaciones que vertebra la mayor parte del municipio y paso obligado entre Roque del Faro, La Zarza, La Mata, y San Antonio por el Este y por el Norte con el pago de Santo Domingo y hacia el suroeste con Cueva del Agua y por el Sur: Hoya Grande y Catela, siempre a través de la Carretera LP-1 y de la LP-112 que a su vez enlaza por la costa con Cueva de Agua y Las Tricias con la LP-114. Fue un centro comercial relevante, quedando como vestigio de su poder económico y capacidad productiva el molino de viento, que aún otea el horizonte con su velamen la llegada de los vientos alisios, como puede verse en la fotografía que se adjunta.
Llano Negro se encuentra en el mismo lomo de Santo Domingo, y por eso era la ruta más expeditiva para hacer llegar sus producciones (principalmente agropecuarias), vía Lomo de La Ciudad, a Santa Cruz de La Palma, siendo una vía muy penosa y peligrosa (sobre todo en invierno). Pero la alternativa de hacerlo era por la mar, que no por ello era más segura, estando obligados a partir en una falúa desde el abrigado, recogido y puerto natural en la ensenada de El Roque de Santo Domingo, quedando a merced de los alisios y la benevolencia de la mar para dar la vuelta al isla impulsada por los bravos mares y vientos del norte y recalar, al final, en Santa Cruz.

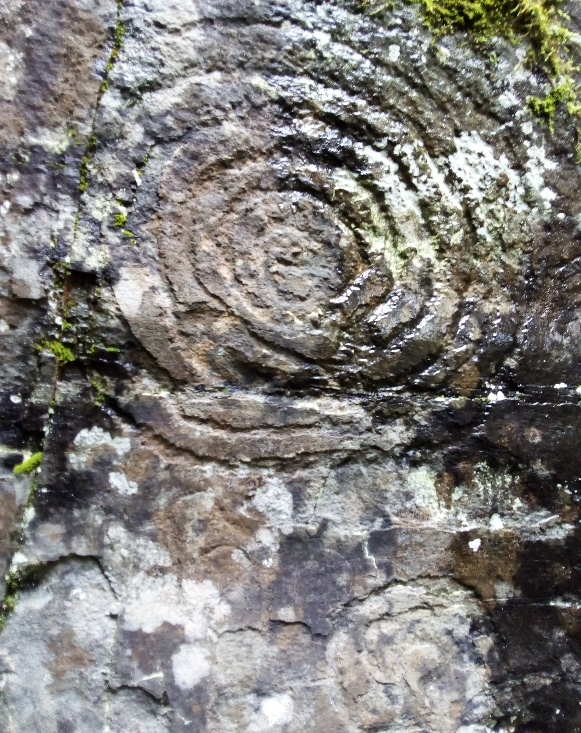
Petroglifo encontrado en el yacimiento de la Zarza

### La Zarza y La Zarcita

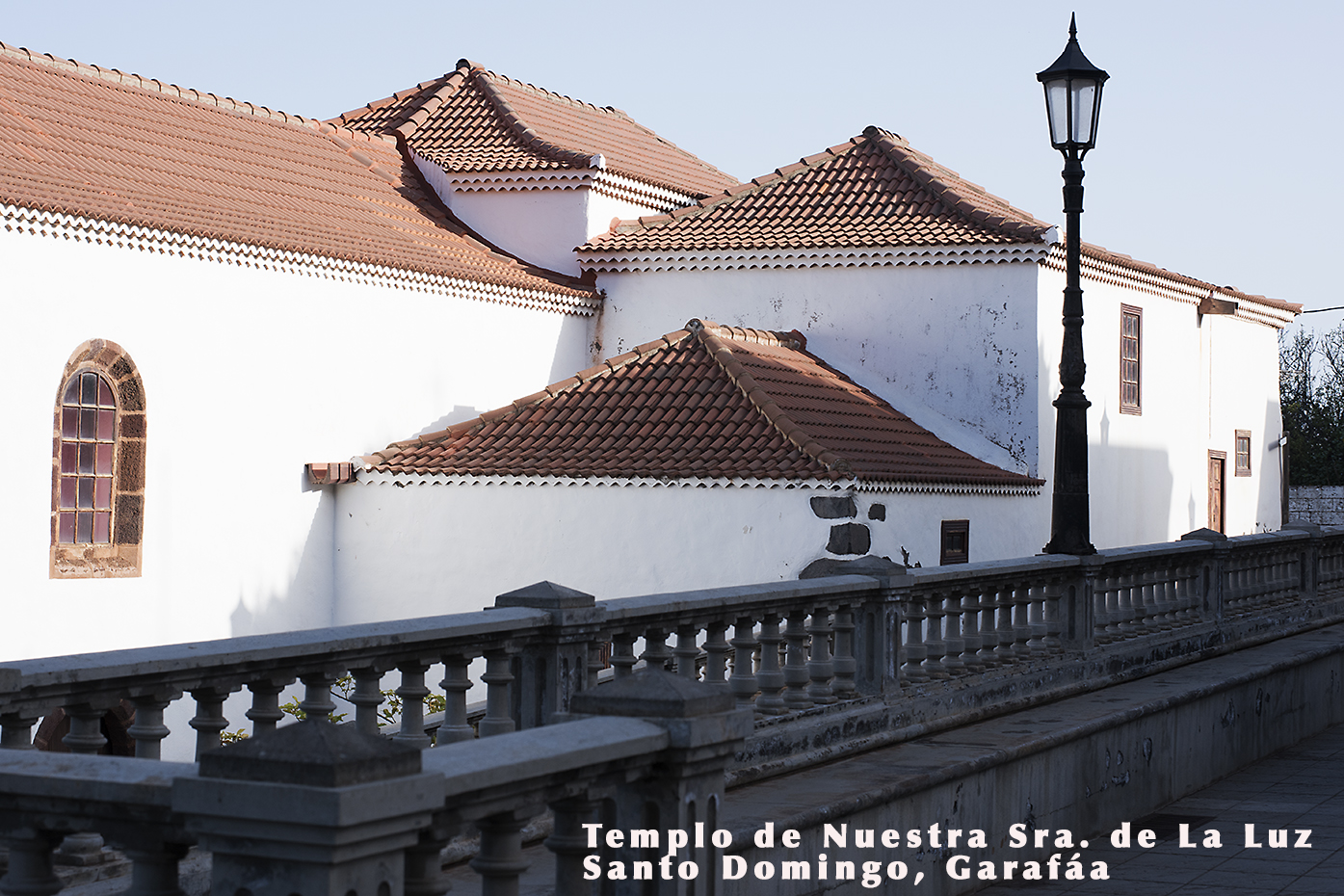
Templo de Nuestra Señora de La Luz, Santo Domingo

Las estaciones rupestres de la Zarza y la Zarcita están situadas en el término municipal de Garafía, entre los pagos de La Mata y Llano Negro, ocupando la primera un amplio caboco, mientras la segunda se ubica en el margen izquierdo del barranco de la Zarcita a poca distancia de ella.

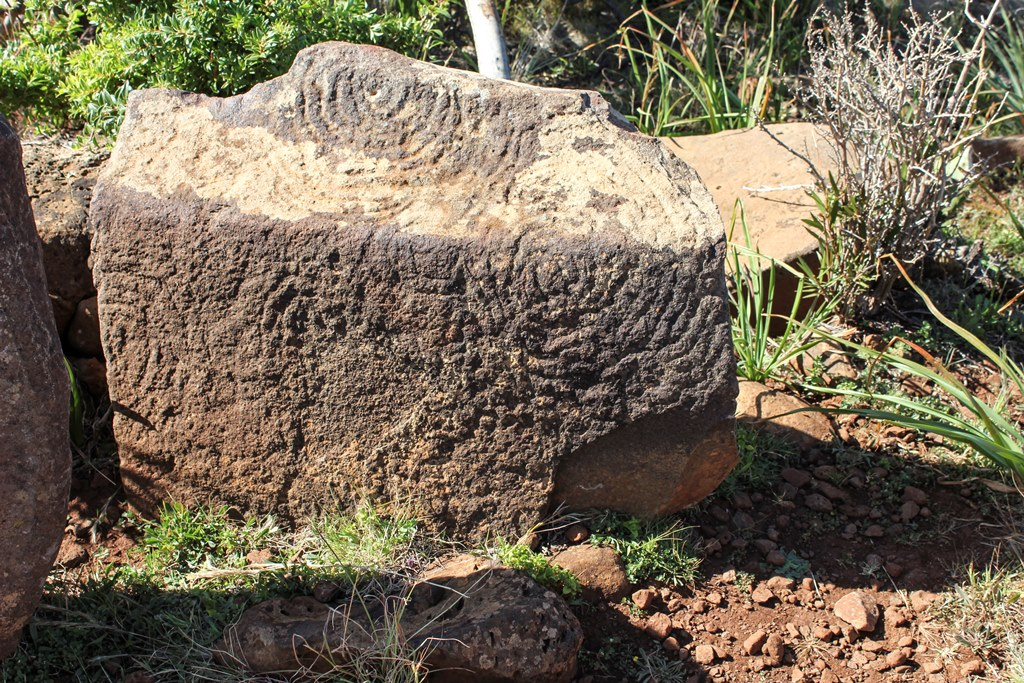
Piedra con grabado rupestre

La existencia de estos yacimientos fue dada a conocer por A. Mata y E. Serra en 1941, momento que marca el inicio de la investigación rupestre en la isla. Los grabados rupestres constituyen el elemento más espectacular de la Zarza, tanto por la amplitud de la superficie grabada (29 paneles), como por la complejidad y amplia cronología que manifiestan. La Zarcita tiene menor envergadura (18 paneles) y diversidad de motivos. Ambos son auténticos santuarios que preservan los vestigios ancestrales de la cultura de los auritas o benahoritas (gentilicio de los antiguos habitantes de la Palma) en la zona. 

#### Petroglifos
Los petroglifos son grabados rupestres de trazo grueso con poca profundidad. Tanto en Garafía como en la Zarza y la Zarcita encontramos numerosas variedades. Las poblaciones aborígenes trazaron estos grabados sobre la piedra utilizando un pico de piedra. Las formas más comunes fueron tres:

#### Espiral
Se engloba también los círculos concéntricos, semicírculos o laberintos. Son los más llamativos debido a su complejidad. Concretamente, estas formas, se vincularon al culto del agua, ya que se encontraban, de manera habitual, cercanos a puntos con agua. No obstante, otros investigadores apuntan al culto solar, señalización de rutas pastoriles o delimitación del campo. 

#### Óvalos, círculos y rectángulos
En este grupo se incluyen formas diagonales, diámetros y radios en su interior.

#### Inscripciones alfabetiformes de origen líbico-bereber.
Encontradas solo en la zona de Garafía.
| Sitios                  | grupos descubiertos |
| ----------------------- | ------------------- |
| Cueva de Agua           | 5                   |
| Las Tricias             | 5                   |
| Roque Faro              | 6                   |
| Barranco de la Luz      | 5                   |
| Salvatierra y El Palmar | 6                   |
| El Mudo                 | 4                   |
| Juan Adalid             | 4                   |
| Don Pedro               | 8                   |

### San Antonio del Monte
Es una zona de profunda devoción entre los garafianos, especialmente los indianos, cuya ermita está reconstruida después de haberse quemado en los años 50 del siglo pasado en un valle adjunto a una pequeña elevación de 1000 metros La Montaña de San Antonio, como si pareciera que la ermita es anterior a la formación geológica, rodeada de vegetación de monteverde y un camino precioso hacia Llano Negro que en primavera se bordea de violetas que junto a la humedad de la zona forman un paraje casi mágico.
Actualmente hay una zona de campamento y acampada que cuenta con servicios básicos, así como un restaurante. 
La zona de acampada se ubica a escasa distancia de la minúscula ermita del mismo nombre, vinculada a una peregrinación centenaria y que cada mes de junio acoge una popular feria ganadera. El área está a medio camino entre las dos reservas naturales del municipio: la reserva natural especial de Guelguén (hacia la costa) y el pinar de Garafía (hacia el monte).
El acceso hasta la carretera de circunvalación (ahora denominada LP-1 y con anterioridad C-830) es posible llegar con transporte público. Frente a la gasolinera del Plan Energético de Canarias (PECAN), parte una pista, de poco más de un kilómetro, que conduce hasta la explanada de la ermita. La zona de acampada está situada a unos 150 metros al noroeste del edificio religioso.